# Philodromus satullus
Philodromus satullus är en spindelart som beskrevs av Eugen von Keyserling 1880. Philodromus satullus ingår i släktet Philodromus och familjen snabblöparspindlar. Inga underarter finns listade i Catalogue of Life.